# Quartier pénitentiaire des Nations unies

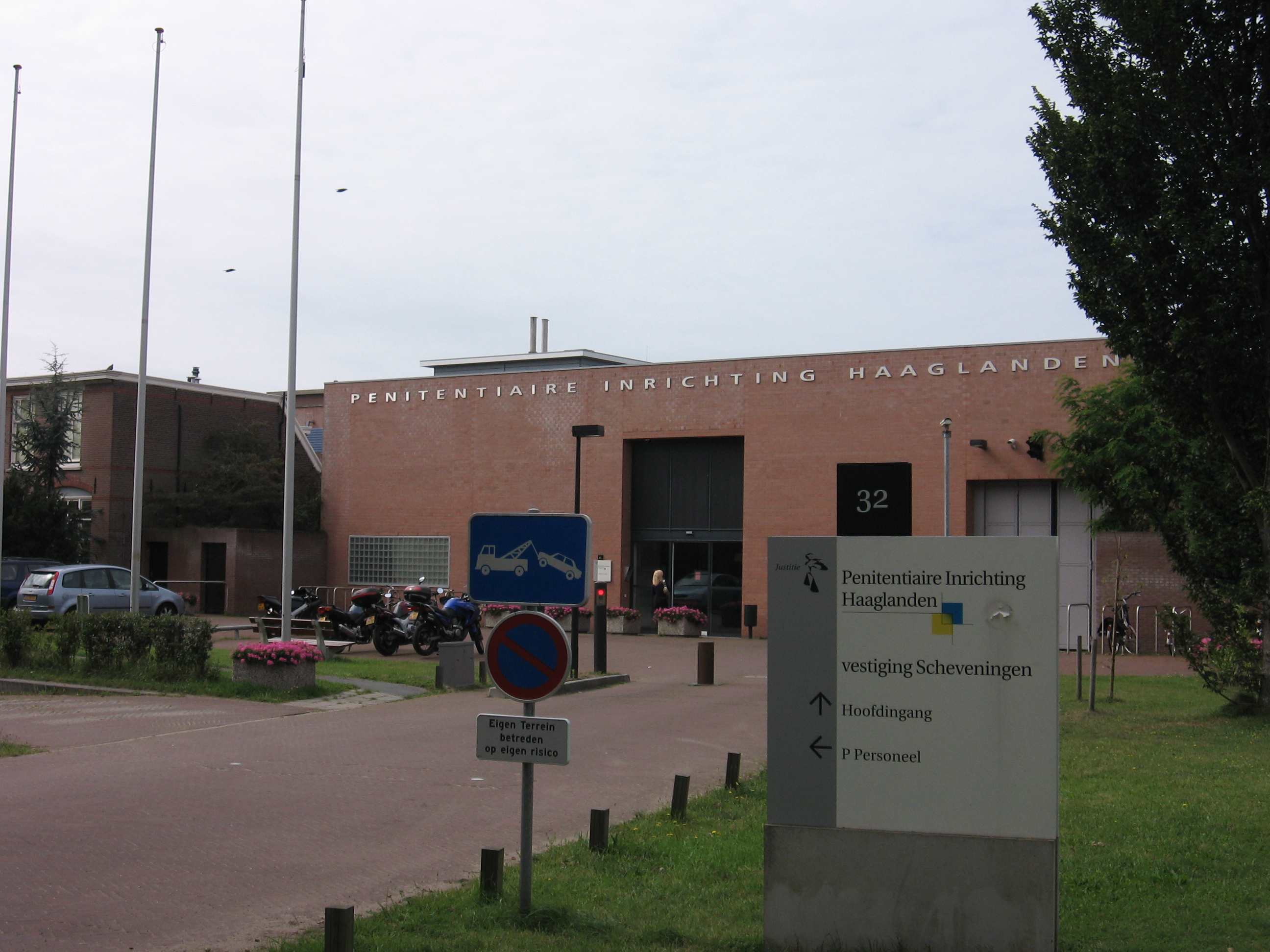
Entrée principale de l'établissement pénitentiaire de La Haye sur le site de Scheveningen

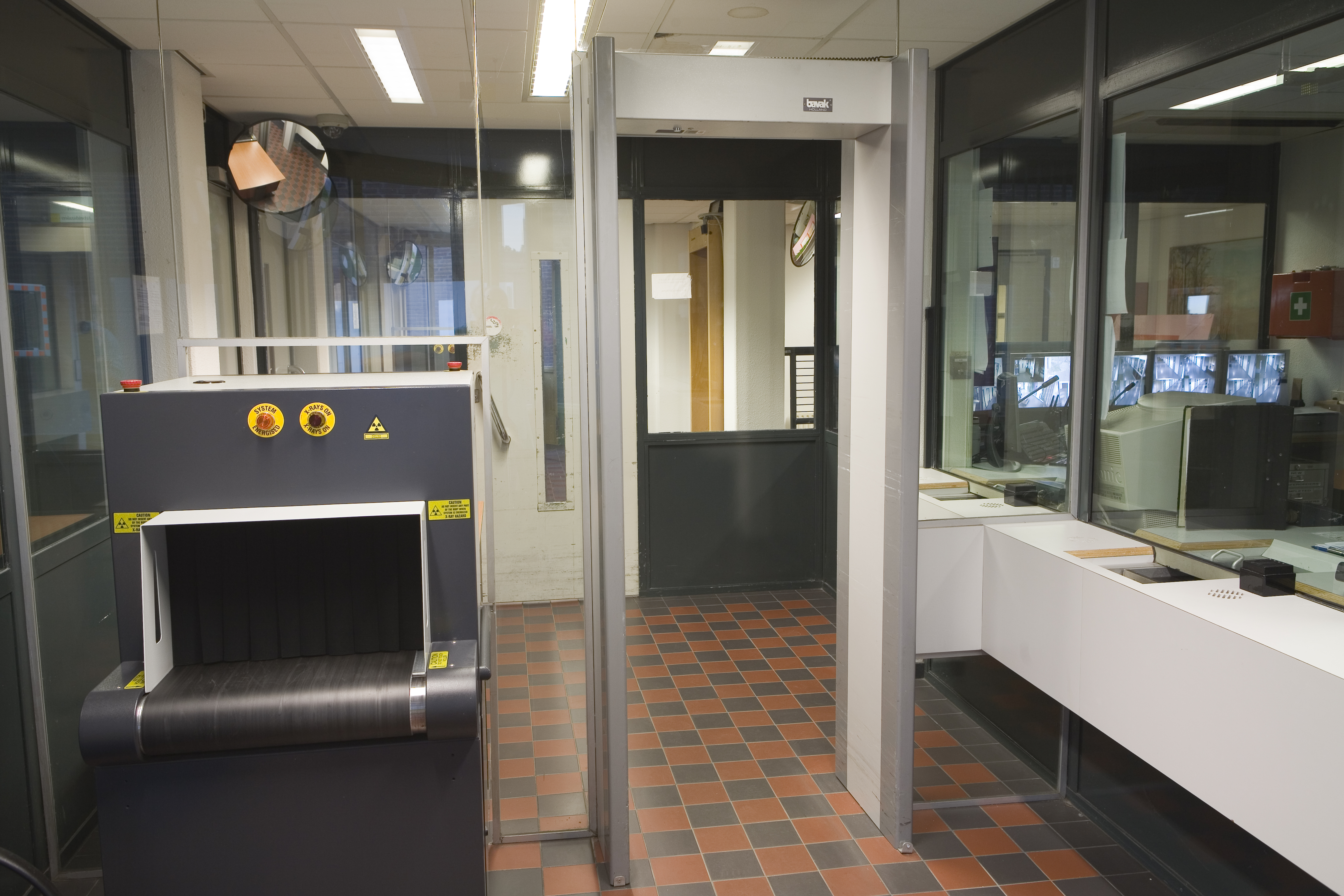
Zone de sécurité à l'entrée du site de Scheveningen

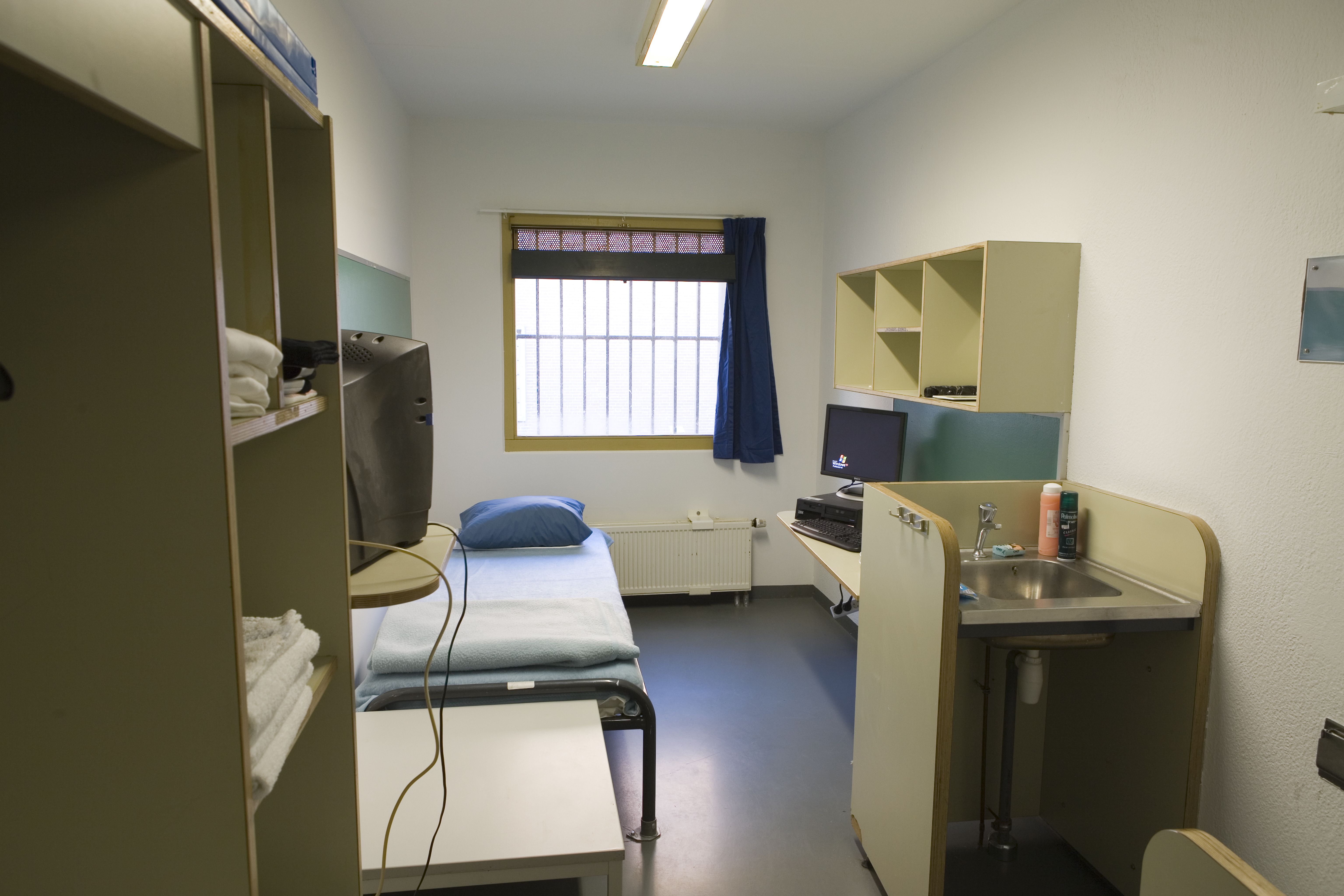
Un 10 m2 typique, cellule individuelle dans les locaux de détention du TPIY

Le quartier pénitentiaire des Nations unies (UNDU) est une prison administrée par l'ONU. Il fait partie du site de Scheveningen de l'établissement pénitentiaire de La Haye, plus connu sous le nom de prison de Scheveningen, à La Haye, aux Pays-Bas. L'UNDU a été créé en 1993 dans le cadre du Tribunal pénal international pour l'ex-Yougoslavie (TPIY) et abrite actuellement des détenus dont les affaires ont été prises en charge par le Mécanisme international résiduel pour les tribunaux pénaux (IRMCT).
Le pénitencier abrite également le Centre de détention de la CPI pour la détention des personnes en attente de jugement devant la Cour pénale internationale. Le pénitencier a été choisi comme lieu de procès pour la Cour pénale internationale, par la résolution 1688 du Conseil de sécurité des Nations unies du 17 juin 2006 .
Ses détenus actuels et anciens comprennent Slobodan Milošević et Radovan Karadžić. L'ancien président libérien Charles Taylor, qui était jugé par le Tribunal spécial pour la Sierra Leone, a également été détenu au pénitencier jusqu'à son transfert dans une prison britannique en 2013.

## Tribunal yougoslave
Les atrocités de masse commises d'abord en Croatie puis en Bosnie-Herzégovine ont poussé la communauté internationale à agir. Dès septembre 1991, les Nations unies ont pris acte de la situation et exhorté les parties au conflit à respecter le droit international. Des milliers de personnes ont été blessées et tuées et des centaines de milliers ont été déplacées. Le 25 mai 1993, le Conseil de sécurité de l'ONU a adopté la résolution 827 établissant officiellement le Tribunal pénal international pour l'ex-Yougoslavie, connu sous le nom de TPIY. Il s'agissait du premier tribunal pour crimes de guerre créé par l'ONU et du premier tribunal international pour crimes de guerre depuis les tribunaux de Nuremberg et de Tokyo.
L'unité gère un programme complet de détention provisoire qui a un horaire quotidien complet prévoyant de l'air frais, de l'exercice, des soins médicaux, de l'ergothérapie, des conseils spirituels, des conditions adaptées à la préparation de la défense, des installations informatiques et de la formation, des visites et des activités récréatives et sportives. Les détenus ont également accès aux chaînes de télévision par satellite et à la presse de leur pays d'origine.
Le quartier pénitentiaire des Nations unies dispose d'un centre médical, doté d'un médecin et d'un assistant. Il est conçu pour fournir aux détenus des soins de santé de base et des services d'urgence. Ceci est particulièrement important étant donné que l'âge moyen des détenus est relativement élevé et que la plupart d'entre eux arrivent à l'UNDU avec divers problèmes de santé. Au 11 mai 2012, l'âge moyen des détenus était de 59,6 ans. Les normes élevées des services médicaux se traduisent par une amélioration de la santé de nombreux détenus pendant leur incarcération. L'unité est soumise à de fréquentes inspections indépendantes par des organismes externes tels que le Comité international de la Croix-Rouge.
La première personne hébergée dans l'unité était Duško Tadić en avril 1995. Depuis lors, plus de 180 personnes ont été détenues pendant différentes périodes, dont 141 ont été accusées de crimes de guerre par le TPIY, 36 ont été détenues comme témoins et 13 ont été accusées ou reconnues coupables d'outrage au tribunal. Parmi eux figuraient Slobodan Milošević, retrouvé mort dans sa cellule le 11 mars 2006, et Radovan Karadžić. L'unité a la capacité actuelle de détenir jusqu'à 52 détenus, chacun ayant un accès complet à toutes les installations.
Les criminels de guerre yougoslaves condamnés ne purgent pas leur peine à l'UNDU, mais sont transférés dans une prison à l'extérieur des Pays-Bas pour y purger leur peine.

## Cour pénale internationale
Depuis juin 2006, l'UNDU à La Haye sert également de centre de détention de la Cour pénale internationale (CPI). La CPI a commencé à fonctionner en 2002 et a compétence pour poursuivre des individus pour les crimes internationaux de génocide, crimes contre l' humanité et crimes de guerre. L'UNDU abrite à la fois les suspects détenus pendant leur procès et ceux condamnés par le tribunal et purgeant des peines de prison. Les suspects détenus par la CPI et le TPIY sont détenus dans la même prison et partagent certaines installations, comme la salle de fitness, mais n'ont aucun contact les uns avec les autres.
Le greffier de la CPI est responsable de la gestion du centre de détention de la CPI. Les règles régissant la détention figurent au chapitre 6 du Règlement de la Cour et au chapitre 5 du Règlement du Greffe. Le Comité international de la Croix-Rouge (CICR) a un accès illimité au centre de détention de la CPI.
Chaque individu a ses propres toilettes et sa propre zone de lavage. Chacun a accès à un petit gymnase et se voit proposer un entraînement avec un moniteur d'éducation physique. Les détenus reçoivent des repas, mais ils peuvent également cuisiner eux-mêmes, acheter de la nourriture au magasin de la prison et faire commander des ingrédients. Chaque détenu dispose d'un ordinateur personnel dans sa cellule, sur lequel il peut visualiser les documents relatifs à son cas. Des formations en informatique leur sont proposées, si nécessaire et des cours de langue.
Les détenus sont autorisés à communiquer en privé avec leurs équipes de défense et les représentants diplomatiques de leur pays d'origine. Ils sont autorisés à recevoir les visites des membres de la famille, des conjoints et partenaires et des conseillers spirituels.
L'ancien président libérien Charles Taylor, qui était jugé devant le Tribunal spécial pour la Sierra Leone, a été détenu au pénitencier. Parmi les autres détenus détenus au centre de détention de la CPI figuraient Thomas Lubanga Dyilo, Germain Katanga, Jean-Pierre Bemba, Laurent Gbagbo, Bosco Ntaganda, Charles Blé Goudé, Dominic Ongwen, Ahmad al-Faqi al-Mahdi, entre autres.